# Anyscale
Anyscale — американская ИТ-компания, разработчик одноимённой вычислительной платформы, которая позволяет компаниям создавать, внедрять и масштабировать приложения на основе искусственного интеллекта и Python. На платформе используется разработанное Anyscale оригинальное программное обеспечение с открытым исходным кодом Ray OSS. Штаб-квартира компании находится в Сан-Франциско, Калифорния. В 2024 году вошла в составленный журналом Forbes рейтинг самых перспективных частных компаний в области ИИ «AI 50», в 2025 году — в список лучших стартап-работодателей Америки.

## История
В 2017 году в исследовательской лаборатории Калифорнийского университета в Беркли команда во главе Робертом Нисихарой, Филиппом Морицем и Ионом Стоикой разработали Ray OSS — проект с открытым исходным кодом для решения задач масштабирования машинного обучения и ИИ.
В 2019 году была основана компания Anyscale и создана одноимённая платформу для Ray Open Source. В декабре того же года стартап провёл первый инвестиционный раунд, собрав 20 млн долларов. В октябре 2020 года прошёл второй раунд, инвесторы вложили в проект 40 млн долларов. В декабре 2021 года в ходе третьего инвестиционного раунда компания привлекла 100 млн долларов. В августе 2022 года Anyscale было привлечено ещё 99 млн долларов.

## Деятельность
Платформа Anyscale и программная среда (фреймворк) Ray используются для разработки, развертывания и масштабирования ИИ-моделей (включая большие языковые модели, LLM), приложений на Python, машинного обучения, обработки данных и множества других задач.
Компания привлекла в общей сложности 259 млн долларов финансирования, её оценочная стоимость составила 1,1 млрд долларов. Услугами Anyscale пользуются такие лидеры ИТ-индустрии, как Amazon, Intel, Microsoft, OpenAI, Shopify, Uber.

## Руководство
Роберт Нисихара, соучредитель Anyscale и соавторов Ray, получил математическое образование в Гарварде и докторскую степень по машинному обучению и распределенным системам на кафедре компьютерных наук Калифорнийского университета в Беркли.
Ион Стоика, соучредитель и исполнительный председатель компании, известен как один из основателей Databricks, где его работа над Apache Spark оказала глубокое влияние на обработку больших данных. В Калифорнийском университете ему присвоено звание профессора.
Филипп Мориц, соучредитель и технический директор, отвечает за разработку технологий для масштабирования рабочих нагрузок ИИ и машинного обучения.
Кирти Мелкоте, генеральный директор. Эту позицию он занял в июле 2024 года. Мелкоте считается ветераном ИТ-индустрии, занимался управлении продуктами, маркетингом технологий и инжиниринг в Cisco, Intel и Shasta Networks, выступил соучредителем компании Aruba Networks, в 2000-х годах занимавшей лидирующие позиции в области корпоративных беспроводных сетей. Получил степень бакалавра в области электроники и коммуникационной инженерии в Технологическом университете имени Джавахарлала Неру в Хайдарабаде (Индия).

## Критическая уязвимость
30 ноября 2023 года команда Anyscale в своём официальном блоге отчиталась о закрытии четырёх «уникальных уязвимостей», выявленных в фреймворке Ray. Изначально таких болевых точек насчитывалось пять, однако в ходе работ по из устранению, программисты компании пришли к мнению, что «отсутствие встроенной аутентификации в Ray» не может считаться уязвимостью и даже ошибкой.
26 марта 2024 года израильская компания Oligo Security, специализирующаяся на кибербезопасности, опубликовала исследование, посвящённое уязвимостям Ray, в котором доказывала, что разработчики Anyscale ошиблись в своих выводах, и злоумышленники в течение 7 месяцев активно пользовались этим, взломав сотни цифровых кластеров, которые опирались на тысячи компьютеров, где использовалось программное обеспечение и другие инструменты от Anyscale. В числе потенциальных жертв хакерской атаки Oligo назвала Amazon Web Services, Google Cloud Platform, Microsoft Azure, Kubernetes, Slack, Lambda Labs.